# Lemme de recouvrement de Vitali
Le lemme de recouvrement de Vitali est un résultat combinatoire de théorie de l'intégration des espaces euclidiens. Il est largement utilisé dans des démonstrations en analyse réelle. 

## Énoncé
Toutes les boules considérées sont implicitement de rayon strictement positif. Pour toute boule ouverte (resp. fermée) B de rayon r, on notera kB la boule ouverte (resp. fermée) de même centre et de rayon {\displaystyle k\times r}.
- Version finie : Tout ensemble fini V de boules (dans ℝd ou plus généralement dans un espace métrique), toutes ouvertes ou toutes fermées, contient une partie D de boules disjointes telle que{\displaystyle \bigcup _{B\in V}B\subset \bigcup _{B\in D}3B.}
- Version infinie : Soit c >[2] 1. Tout ensemble V de boules dont les rayons sont majorés par une même constante contient une partie au plus dénombrable D de boules disjointes telle que{\displaystyle \bigcup _{B\in V}B\subset \bigcup _{B\in D}(2c+1)B.} De plus, pour chaque élément B de V il existe une boule C dans D telle que B intersecte C et {\displaystyle B\subset (2c+1)C}.

## Preuve
- Version finie :
On définit par récurrence une suite finie B0, … , Bm de boules de V en choisissant, pour Bn, une boule de rayon maximum parmi celles disjointes des Bk pour 0 ≤ k < n. Toute boule B de V, de rayon r, rencontre ainsi une boule Bn, de rayon rn ≥ r. L'inégalité triangulaire assure alors que B est inclus dans 3Bn.
- Version infinie[3] :
Soient R un réel majorant tous les rayons des boules de V et, pour tout entier naturel n, Vn l'ensemble des boules de V dont le rayon appartient à ]c–(n + 1)R, c–nR]. On définit par récurrence une suite (Dn) de parties au plus dénombrables de V en choisissant, pour Dn, un ensemble maximal de boules de Vn disjointes entre elles et disjointes (si n > 0) de toutes les boules de D0, … , Dn – 1, puis on prend pour D la réunion des Dn. Toute boule B de V, appartenant à un Vn, intersecte une boule B' de D0 ∪ … ∪ Dn. Le rayon de B est alors strictement inférieur à c fois de celui de B' donc (par inégalité triangulaire) B ⊂ (2c + 1)B'.

## Applications
Une application directe du lemme de recouvrement de Vitali permet de prouver l'inégalité maximale de Hardy-Littlewood. Comme dans cette preuve, le lemme de Vitali est fréquemment utilisé lorsque, par exemple, on étudie la mesure de Lebesgue, λd, d'une partie mesurable E de ℝd, que l'on sait être contenue dans la réunion d'une certaine collection V de boules, chacune d'entre elles ayant une mesure pouvant être calculée aisément, ou ayant une propriété particulière que l'on souhaite exploiter. Donc, si l'on calcule la mesure de cette union, on aura une borne supérieure de la mesure de E. Cependant, il est difficile de calculer la mesure de l'union de ces boules si elles se superposent. Avec le théorème de Vitali, on peut choisir une sous-collection D dénombrable et disjointe telle que, en multipliant les rayons par 2c  + 1, cette sous-collection transformée contienne le volume occupé par la collection de boules originale, et donc couvre E. On a donc, en prenant par exemple c = 2 :
Un résultat qui rend parfois les mêmes services que le lemme de Vitali est celui de Besicovitch (en), dont les principales différences sont que les boules sélectionnées ne recouvrent pas les boules de départ mais seulement leurs centres, et que la condition qu'elles soient disjointes est par contre affaiblie : on permet qu'un certain nombre d'entre elles (égal à une constante qui ne dépend que de la dimension d de l'espace euclidien) aient un point commun.

## Théorème de recouvrement de Vitali
Dans ce théorème, le but est de recouvrir, à un ensemble « négligeable » près, une partie donnée E de ℝd, par une famille de parties disjointes deux à deux, extraite d'un « recouvrement de Vitali » de E.
Un recouvrement V d'une partie E de ℝd est dit « de Vitali » si, pour tout point x de E, il existe dans V une suite de parties qui tend vers x, c'est-à-dire qui contiennent x et dont le diamètre tend vers 0.
Dans le cadre originel de Vitali, un ensemble négligeable s'entend au sens de la mesure de Lebesgue λd sur ℝd, mais il existe des variantes relatives à d'autres mesures, cf. ci-dessous.
Il est utile de remarquer que si V est un recouvrement de Vitali d'une partie E d'un ouvert de ℝd alors, la famille des éléments de V inclus dans cet ouvert est encore un recouvrement de Vitali de E.

### Pour la mesure de Lebesgue
Le théorème de recouvrement suivant, dû à Lebesgue,, nécessite l'introduction de la notion de régularité, qui formalise l'intuition d'ensemble « pas trop maigre », c'est-à-dire assez proche d'une boule par ses proportions, en un sens assez vague pour être indépendant de la norme choisie sur ℝd. Lebesgue a ainsi généralisé le résultat originel de Vitali, qui concernait seulement les recouvrements par des hypercubes (qui sont exactement des boules, pour une certaine norme).
Une partie mesurable F de ℝd est dite γ-régulière (au sens de Lebesgue), pour une certaine constante γ > 0, s'il existe une boule ouverte B telle que
Une famille de parties est dite régulière si toutes les parties sont γ-régulières pour une même constante γ. Les boules (pour une norme arbitraire) forment une famille régulière de ℝd, de même que, dans ℝ2, les rectangles dont le rapport entre les deux côtés est compris entre un réel strictement positif fixé et son inverse, tandis que la famille de tous les rectangles n'est pas régulière.
Un recouvrement régulier au sens de Vitali d'une partie E de ℝd est une famille V de parties de ℝd telle que, pour tout point x de E, il existe une suite régulière de parties de V qui « tend vers x » au sens ci-dessus (on ne demande cependant pas que la constante de régularité soit la même pour tous les x).
Théorème — Soient E une partie (non nécessairement mesurable) de ℝd et V un recouvrement régulier au sens de Vitali de E par des fermés. Il existe dans V une famille au plus dénombrable D de parties disjointes deux à deux telle que
La démonstration dans le cas général ne fait pas appel au lemme de Vitali mais utilise les mêmes arguments que la précédente, de façon plus fine.
On démontre d'abord le théorème dans le cas où la constante de régularité  est la même pour tous les points de E et où E est borné, puis on s'affranchit de ces deux hypothèses.

### Pour la mesure de Hausdorff
On peut utiliser cette approche en considérant la mesure de Hausdorff à la place de celle de Lebesgue. Dans ce cas, on obtient le théorème suivant.
Théorème. Soient E ⊂ ℝd un ensemble Hs-mesurable et V un recouvrement de Vitali de E. Alors il existe dans V une famille au plus dénombrable D de parties disjointes deux à deux telle que
{\displaystyle {\text{soit}}~H^{s}(E\setminus \cup _{U\in D}U)=0,{\mbox{ soit }}\sum _{U\in D}\mathrm {diam} (U)^{s}=\infty .}
De plus, si E a une mesure de Hausdorff finie alors, pour tout ε > 0, on peut choisir cette sous-collection D telle que
{\displaystyle H^{s}(E)\leq \sum _{U\in D}\mathrm {diam} (U)^{s}+\varepsilon .}